# Thomas Silva
Guillermo Thomas Silva Coussan (Maldonado, 30 december 2001) is een Uruguayaans wielrenner die in 2024 prof werd bij Caja Rural-Seguros RGA.

## Carrière
In 2019 werd Silva nationaal juniorenkampioen in zowel de wegwedstrijd als de tijdrit. Later dat jaar nam hij in beide disciplines ook deel aan het wereldkampioenschap.
Tussen 2021 en 2023 behaalde Silva meerdere overwinningen en ereplaatsen in het Spaanse amateurcircuit. Daarnaast werd hij in 2022 nationaal kampioen op de weg bij de eliterenners en in 2023 nationaal kampioen in zowel de wegwedstrijd als de tijdrit bij de beloften.
In 2024 werd Silva prof bij Caja Rural-Seguros RGA, dat hem overhevelde vanuit hun opleidingsploeg. In februari van dat jaar werd hij vijfde in de, door Jonas Vingegaard gewonnen, derde etappe in O Gran Camiño. In februari 2025 werd hij voor de tweede maal in zijn carrière nationaal kampioen op de weg. Later die maand won hij het bergklassement in de Ruta del Sol. In mei won hij de openingsrit van de Ronde van Cova da Beira. De leiderstrui die hij daaraan overhield raakte hij twee dagen later, in de slotrit, kwijt aan Alexis Guérin. Begin juli won hij de tweede etappe in de Ronde van Qinghai door zijn medevluchter Jonathan Caicedo te verslaan in een sprint-à-deux.

## Palmares

### Overwinningen
2019
 Uruguayaans kampioen op de weg, Junioren
 Uruguayaans kampioen tijdrijden, Junioren
2022
 Uruguayaans kampioen op de weg, Elite
2023
 Uruguayaans kampioen tijdrijden, Beloften
 Uruguayaans kampioen op de weg, Beloften
2024
1e etappe Ronde van Alentejo
2025
 Uruguayaans kampioen op de weg, Elite
Bergklassement Ruta del Sol
1e etappe Ronde van Cova da Beira
2e etappe Ronde van Qinghai

### Resultaten in voornaamste wedstrijden
|      | \| Jaar \| Clásica San Sebastián \| \| WK op de weg \| \| ---- \| --------------------- \| \| ------------ \| \| 2024 \| 76e \| \| 80e \| |  |              |
| Jaar | Clásica San Sebastián |  | WK op de weg |
| 2024 | 76e |  | 80e          |

### Resultaten in kleinere rondes
| Jaar | Parijs-Nice | Ronde van het Baskenland |
| ---- | ----------- | ------------------------ |
| 2024 |             | opgave                   |
| 2025 | 48e         | 32e                      |

## Ploegen
- 2023 –  Caja Rural-Seguros RGA (stagiair vanaf 1 augustus)
- 2024 –  Caja Rural-Seguros RGA
- 2025 –  Caja Rural-Seguros RGA

Amezqueta · Aular · Babor · Balderstone · Barceló · Barrenetxea · Bárta · Cepeda · Etxeberria · García · González · Hailemichael · Johnston · Leitão · López · Martín · Murguialday · Nicolau · Pira · Prades ·Schlegel  · Sorarrain (vanaf 31/7) · Guardeño (stagiair) · Ibáñez (stagiair) · Silva (stagiair)
Arriola-Bengoa · Aular · Babor · Balderstone · Barceló · Bárta · Berwick · Cepeda · Etxeberria 
· Fernández · González · Guardeño · Hailemichael · Johnston · Leitão · López · Murguialday · Nicolau · Prades ·Schlegel · Silva · Sorarrain · Díaz (stagiair) · Ibáñez (stagiair)